# Louis Jaehnigen
Franz Ludwig Jaehnigen (* 30. September 1801 in Magdeburg; † 4. Juli 1866 in Berlin) war ein deutscher Jurist.

## Leben
Nach dem Abitur, das er 1820 in seiner Heimatstadt Magdeburg ablegte, studierte Jaehnigen Rechtswissenschaften an den Universitäten Bonn und Berlin. In Bonn war er Mitglied des Corps Rhenania. 1823 wurde er Auskultator, 1825 Referendar in Berlin, 1826 in Marienwerder. Ab 1829 war er Assessor in Magdeburg sowie bei der Generalprokuratur am Rheinischen Appellationsgerichtshof in Trier. 1839 wurde er Geheimer Oberrevisionsrat in Berlin, 1841 Generaladvokat mit dem Charakter als Geheimer Oberjustizrat am Rheinischen Revisions- und Kassationshof, 1847 Generalprokurator und 1852 Vizepräsident des Obertribunals in Berlin. 1859 erhielt er den Charakter als Wirklicher Geheimer Oberjustizrat. Jaehnigen war Mitglied des Staatsrats (seit 24. Januar 1845) und des Preußischen Herrenhauses (seit 1860) sowie Syndikus der Preußischen Krone.